# كلمة المحتوى
في اللغويات كلمات المحتوى هي الكلمات التي تملك المحتوى الدلالي والمساهمة في معنى الجملة التي تحدث فيها. في النهج التقليدي، قيل الأسماء هي لتسمية الأشياء وغيرها من الكيانات، الأفعال المعجمية للإشارة إلى الإجراءات، الصفات للإشارة إلى سمات الكيانات والدلّة، إلى سمات الأفعال. وهي تتناقض مع الكلمات الدالة، وهي عبارة لها معنى موضوعي ضئيل جداً وتدل في المقام الأول على العلاقات النحوية بين كلمات المحتوى، مثل حروف الجر (في، خارج، تحت، الخ)، الضمائر (أنا، أنت، هو، من، الخ)، تقترن (و، ولكن، حتى، كما، الخ).
يمكن تصنيف جميع الكلمات إما على أنها كلمات محتوى أو كلمات دالة، على الرغم من أنه ليس من السهل دائمًا التمييز. مع فقط حوالي 150 كلمة وظيفية، 99.9٪ من الكلمات في اللغة الإنجليزية هي كلمات المحتوى. على الرغم من أنها صغيرة في الأرقام، وتستخدم الكلمات وظيفة بمعدل أعلى بشكل غير متناسب، وتُصنع حوالي 50٪ من أي نص باللغة الإنجليزية. ويرجع ذلك إلى الأنماط التقليدية لاستخدام الكلمات التي تربط الكلمات الدالة إلى الكلمات المحتوى تقريبا في كل مرة يتم استخدامها، وخلق الترابط بين مجموعة كلمتين.
عادة ما تكون كلمات المحتوى عبارة مفتوحة في الصف، بمعنى أن كلمات جديدة تتم إضافتها بسهولة إلى اللغة. فيما يتعلق بعلم الأصوات الإنجليزية، تلتزم كلمات المحتوى بشكل عام بالحد الأدنى من قيود الكلمات التي لا تكون أقصر من طول اثنين (أي طول حد أدنى من مقطعين خفيفين أو مقطع واحد ثقيل) ، في حين أن كلمات الوظيفة لا تفعل ذلك في كثير من الأحيان.